# Кнуд Лавард
Кнуд Лавард (дат. Knud Lavard, возможно 12 марта 1096 — 7 января 1131) — сын короля Дании Эрика I.

## Происхождение и ранние годы
Источники расходятся в дате рождения Кнуда Лаварда. В.В Рогинский в Большой Российской энциклопедии указал 12 марта 1096 года, но поставил её под сомнение Карл Фредерик Брика в Датском биографическом лексиконе указал 12 марта или апрель 1096 года связывая это с коронацией Эрика I ряд иных авторов указывали просто 1096 год или 1090-е годы.
Кнуд Лавард был сыном датского короля Эрика I и его жены Ботильды, дочери Тургота Фагерскинда.
Датский биографический лексикон писал, что первоначально Эрик и Ботильда планировали назвать сына Гуго, но затем выбрали другое имя и их сын был назван в честь своего дяди — датского короля Кнуда IV Святого
Источники сходятся на том, что Кнуд был единственным ребёнком в семье Эрика и Ботильды. Но у короля Эрика I было несколько внебрачных детей — трёх сыновей: Харальда Копьё, Бенедикта, Эрика и множество дочерей, самой известной из которых была Рагнхильд.
В 1103 году король Эрик I с женой Ботильдой отправился в паломничество в Иерусалим. Гельмольд из Босау утверждал, что наместником Дании Эрик назначил своего брата Нильса Саксон Грамматик, что наместником был оставлен внебрачный сын Эрика Харальд Копьё. Так как Кнуд Лавард был несовершеннолетним, то его воспитателем был назначен «вождь Зеландии и Ругии» Скьялма Белый из рода Хвиде. Но король Эрик I не вернулся из паломничества умерев на Кипре от лихорадки. А вскоре умерла и мать Кнута — Ботильда.
На выборах короля после смерти Эрика I Кнуд не рассматривался в качестве претендента, поскольку ему в то время было меньше 10 лет и было несколько иных претендентов. Из сыновей Свена II Эстридсена были живы Свен, Нильс (Николай), Улоф (Уббе). Совершеннолетним был и брат Кнуда Лаварда Харальд Копьё. В итоге королём был избран брат Эрика Нильс.
Вскоре Кнуд покинул Данию и был воспитан при дворе герцога Саксонии Лотаря Сага о Кнютлингах утверждала, что Кнуд Лавард после 1106 года посетил двор императора Генриха V именуя их двоюродными братьями.

## Герцог Шлезвига
Источники расходятся в том когда и как Кнуд Лавард получил Шлезвиг.
«Сага о Кнутлингах» утверждала что Шлезвиг Кнуд Лавард получил от отца ещё в 1103 году. По другой версии Кнуд получил это владение в зрелом возрасте от своего дяди Нильса.
В 1115 году король сделал его ярлом Южной Ютландии (Шлезвига).
Примерно с 1113 года правитель Вендской державы Генрих, приходившийся Кнуду Лаварду двоюродным братом, воевал с Данией. Это было вызвано тем, что Генрих требовал от брата своей матери Сигрид — Нильса Датского вернуть её имущество, а дядя отвечал отказом. Славяне опустошали соседние датские земли. Поход Нильса через Лютенбург на земли Генриха закончился неудачей. Правитель Шлезвига «префект Элив» не помог Нильсу, (Саксон Грамматик считал, что этот правитель Шлезвига был подкуплен Генрихом) и был отстранен от должности. По словам Саксона Грамматика Кнуд Лавард и его брат Харальд Копьё храбро сражались и получили раны на этой войне. После отстранения «префекта Элива» Шлезвиг стали опустошать не только славяне, но фризы, гользаты и дитмарцы. По словам Саксона Грамматика, никто не хотел стать наместником Шлезвига и лишь Кнуд решился занять этот пост. И ради славы он купил у дяди Нильса эту должность.
Став правителем Шлезвига следующие годы Кнуд провёл в сражениях с вендами и разбойниками. Первым противником стал двоюродный брат Кнуда — Генрих. Правитель Вендской державы не желал отказываться от своих претензий на наследство и продолжал войну. И лишь со временем Кнуту удалось достичь мира и обезопасить границы. Также Кнуд смог очистить свои владения и от иных опасностей. При этом борясь с разбойниками никому не делал поблажек. Когда в лесу, лежащем между Слией и Эгдорой среди людей занимавшихся разбоем был выявлен член датского королевского рода, то Кнуд приказал казнить и этого своего родственника.

Наведя порядок в Шлезвиге Кнуд примирил братьев Харальда Копьё и Эрика, которые враждовали из-за отцовского наследства.

По сообщению Саксона Грамматика датский король Нильс просватал сыну Магнусу дочь польского короля Болеслава III в жены и вместе с ним предпринял поход в Поморье. Там союзники осадили Волин и «Озну» и Нильс коварством захватил в плен Вартислава, но после вмешательства Кнуда Лаварда был вынужден отпустить пленника. Ян Длугош брак Магнуса Нильсона и польско-датский поход датировал 1128 годом
Позднее Кнуд сам провозгласил себя герцогом (дат. hertug) Шлезвига.

## Король бодричей
В 1129 году голштинцем Дазо был убит сын правитель Венедской державы Святополк. Его сын Звинике около 1129 года был убит графом Зигфридом Эртенебургским. После этих убийств по словам Гельмонда «пресекся род Генриха». Святополк был сыном Генриха Венедского (двоюродного брата Кнуда Лаварда). И когда в 1129 году княжеский род вендов угас, император Священной Римской империи даровал Кнуду титулы князя венедов и герцога Гольштейнского. У Саксона Грамматика есть эпизод примирения Кнуда и Генриха Венедского. Во время пира Генрих ставит под сомнение способности своих сыновей противостоять «тевтонцам». И поэтому Генрих пожелал назначить Кнуда своим наследником. А так как якобы право передача власти над Склавией Генрих посоветовал Кнуду завоевать расположение императора. Достоверность этого утверждения Сакона Грамматика (близкого к потомкам Кнуда Лаварда) противоречит иным источникм и ставится под сомнение исследователями
По словам Гельмольда из Боссау Кнуд купил в 1129 году у Лотаря право именоваться королём бодричей и признал себя вассалом императора. В этот же год он вторгся в своё королевство и основал Альберг у Зегеберга. Пленив во время вторжения другого претендента на трон Прибыслава и Никлота («старшего в бодрицкой земле»), Кнуд стал править над бодричами.
Пленники в оковах были отправлены в темницу Шлезвига, где и находились до тех пор пока не заплатили выкупа и не признали Кнута своим правителем. Но граф Адольф I Шауэнбургский недовольный своим сюзереном напал на Альберг и уничтожил его
Таким образом на стыке Дании, Священной Римской империи и славянских земель появилось новое владение, правитель которого был вассалом короля и императора, но вызывал опасения у ряда соседей
Кнуд покровительствовал Вицелину и Людольфу, продолжавшим христианизацию земли.

## Прозвище
По одной версии Кнуд своё прозвище Lavard получил от вендов (ободритов). Эта версия отражена в Большой Российской энциклопедии, Allgemeine Deutsche Biographie. По другой версии он получил от датских подданных. А. Ф. Литвина, Ф. Б. Успенский писали, что этот термин исследователю возводится к древнеанглийскому «hlafweard» (дословно «Хлебодавец»), и этот эпитет мог был подобен титулу «малый король», а также в разных контекстах мог означать «спаситель» «святой» В новоанглийском языке этот слово превратилось в лорд (англ. Lord) и приобрело значение «господин».

## Заговор и убийство
Кнуд был довольно популярен и воспринимался как преемник своего дяди, этим он нажил себе врагов при королевском дворе, которые подвергали сомнению его лояльность и опасались его близости к императору, вассалом которого он был как владетель Гольштейна.
Среди врагов Кнуда называют:
- Магнуса герцог Гёталанда, сын датского короля Нильса. Он опасался Кнуда как конкурента за Датский престол[46].
- Хенрика Скаделара, внука датского короля Свена II Эстридсена. Тот винил Кнуда в семейных проблемах[47], а также ругался по поводу одежды[48]
- Маргарет Фредкулла, жена Нильса короля Дании и мать Магнуса герцога Гёталанда. Гельмонд из Босау писал, что Маргарет разжигала ненависть в сыне по отношению к Кнуду Лаварду[49]. Но Саксон Грамматик писал прямо противоположное утверждая, что Маргарет не только не подстрекала сна, но напротив вплоть до своей смерти гасила конфликты между молодыми родственниками[50]
- Нильса, короля Дании. Гельмонд из Босау писал, что Нильс затаил обиду к Кнуду Лаварду после их встречи в Шлезвиге[49].

Гельмольд из Босау писал, что во время встречи Кнуда Лавада с Нильсом в Шлезвиге подчеркнул свой титул короля бодричей: сначала в королевской короне сел напротив своего дяди. А затем приветствовал дядю как равного встретив его на середине залы. Этим он вызвал негодование Нильса, его жены и кузена. Саксон Грамматик описывал это иначе, утверждая что конфликт произошёл на тинге в Рибе. Там Нильс обвинил Кнуда Лаварда в том, что тот не желая соблюдать законы присваивает себе королевские почести, королевский титул и планирует ускорить смерть Нильса, чтобы самому сесть на датский трон. Кнуд отверг эти обвиннения утверждая, что подданные именовали его «повелитель», «господин», но не «король». Притом утверждение что Кнуда «называют королём» верно не более чем то, что Магнусу в Гёталанде оказыают королевские почести и он носит королевские инсигнии. Кнуд напомнил Нильсу и собранию о своих заслугах и поклялся в верности. И тем самым успокоил датского короля.
А. Ф. Литвина, Ф. Б. Успенский писали, что славянский титул князь («knese») которым обладал Кнуд современники, а также разные авторы на латинский, немецкий и датский языки могли передавать в зависимости от политической коньюктуры по разному: использовали термины «rex» (король), «dominus» (господин), а также «herra» (государь), «dux» (герцог), а также «младшим конунгом» («enn yngri Knutr konungr»). По их мнению это было связано с тем, что термин «король славян» вошел в титулатуру датских королей и именовать Кнуда Лаварда королём было невежливо по отношению к его дяде, так как у Дании должен был быть лишь один король. А подобное именование говорило о подозрительных политических амбициях
Неизвестно, имели ли подозрения основания, но в 1131 году его соперник, сын короля Нильса Магнус, организовал убийство Кнуда — в лесу Харальдстед к северу от Рингстеда в центре Зеландии.
Саксон Грамматик утверждал, что в заговоре против Кнуда Лаварда участвовали его двоюродные братья Магнус, Генрих Скателер, а также префект Уббо и его сын Хаквин. К заговору был привлечён также родич Кнуда Хаквин Ютландец, но вышел из заговора обещав не раскрывать его
Магнус желая отвести от себя подозоение пригласил к себе. Гельмольда из Босау не называл место и причину. По Саксону Грамматику Магеус собирался в паломничество и приглашая на Рождество в Роскильдию просил Кнуда приглядеть за семьёй, по Саге о Кнутлингах Лаварда кузен пригласил в Рингстед на пир по поводу Йольского праздника проходившего в день зимнего солнецестояния.
Саксон Грамматик и Гельмольд утверждали, что Ингеборда узнав о заговоре пыталась спасти мужа, но тот не прислушался к совету жены
Обстоятельства самого убийства также разнятся. У Гельмольда Кнуд явился на место встречи имея в окружении лишь четырёх мужей, столько же привёл Магнус. И после обмена между Магнусом и Кнудом приветствиями, на Лаварда из засады напали убийцы. Кто 6 января 1131 года соверщил это Гельмольд не указал, но сообщил, что мёртвое тело разделили на части. В «Саге о Кнутлигах» Магнус заманил обещаниями сюрприза Кнуда и его людей на лесную поляну. Когда многие люди Лаварда утомленные предшествующим пиром заснули, заговорщики (Магнус, Генрих Скателер) и их люди напали на людей Кнуда Лаварда и большинство из них перебили копьями. В этой саге в 13-й день рождества Кнуд Лавард был убит своим двоюродным братом Генрихом Скателером. У Саксона Грамматика Магнус пригласил Кнуда одного на встречу в лес. Кнуд взял с собой двух войнов и двух конюхов. На опушке леса он встретил Магнуса с которым обменялся приветствиями. Вскоре поняв, что попал в засаду Кнуд пытался извлечь меч, но не успел и «Магнус рассек его голову напополам». А прочие заговорщики пронзили тело копьями.

## Последствия убийства
Это убийство спровоцировало восстание, переросшее в гражданскую войну. А державу бодричей в 1131 году после гибели Кнуда Лаварда разделили Прибыслав и Никлот.
Общество расценило убийство как жестокое. По одной из версий король Нильс запретил хоронить Кнуда в Роскильдии и тот был захоронен в Рингстеде. И это тоже породило недовольство. Хаквин Ютландец, сыновья Скьялма Белого а также братья убитого — Харальд Копьё и Эрик созвали тинг, на котором потребовали наказания. По словам Саксона Грамматика король Нильс благодаря посредничеству архиепископа Ассера выступил на тинге и обещал наказать убийц и в том числе изгнать сына Магнуса из Дании. Но вскоре Нильс вернул своего единственного сына в Данию. Сочтя Нильса нарушителем закона Харальд Копье и Эрик подняли восстание Убийством Кнуда Лаварда был недоволен и император Лотарь. Желая отомстить за вассала он двинул войска на границу с Данией. Навстречу ему с войском вышел король Нильс. Нильс признав себя вассалом императора и заплатив штраф избавился от этой угрозы
Первоначально Харальд Копье и Эрик оба вели борьбу с Нильсом и Магнусом, но после того как Эрик был провозглашен королём Дании Харальд Копьё перешел на сторону Нильса. Эта война продолжалась четверть века
В решающем сражении между сторонниками противоборствующих партий 4 июня 1134 года у бухты Фотевик в Сконе Магнус погиб, Нильс бежал, но позже также был убит. Борьба за трон продолжалась ещё много лет, пока в 1157 году к власти не пришёл сын Кнуда Вальдемар, родившийся через несколько дней после смерти отца. Популярность в народе, коварное убийство и последующее воцарение его сына способствовали канонизации Кнуда в 1169 году папой Александром III. В 1170 году архиепископ Эскиль освятил празднества в честь перезахоронения Кнуда Лаварда Роскильдию, а также коронации его внука

## Семья
Приблизительно около 1116/1117/1118 года Кнуд Лавард женился на Ингеборге (Энгильборг) (ок.1100—пос.1137), дочери Мстислава Великого.
Считается, что на момент сватовства Кнуд Лавард был уже правителем Шлезвига (это 1115/1119-1131 годы), а Мстислав Владимирович ещё оставался новгородским князем (это 1095—1117 годы).
Источники называют разных инициаторов этого брака. Так «Сага о Кнутлингах» инициатором называет купца Видгаута из Самбии. Саксон Грамматик инициатором брака называет Маргарет Фредкулла, жену Нильса Датского и тетку Ингеборги Мстиславовны.
Дети:
- Маргарита
- Кристина — жена Магнуса IV Слепого.
- Катарина — жена Преслава, третьего сына Никлота
- Вальдемар I Великий (1131—1182) Король Дании с 1157. Женат на Софии Русской. Родился на восьмой день после смерти отца. Сага о Кнутлингах утверждала, что это произошло в Гардарике. Саксон Грамматик писал, что до 1137 года его воспитанием занималась мать[81]

## В культуре
По легенде на месте гибели Кнуда забил целебный родник и рядом с ним была установлена часовня
С 1131 года Кнуд считался мучеником, а в 1170 году был признан святым. По мнению Т. Йекслева Кнуд Лавард как «святой Кнуд» считался покровителем гильдии Святого Кнуда (а не его дядя Кнуд IV). Именно Кнуд Лавард считался олдерменом «гильдии присягнувших» в Шлезвиге. Гильдия была самой влиятельной из датских гильдий.
В декабре 1872 года Алексей Константинович Толстой написал балладу о Кнуде Лаварде

## Комментарии
1. ↑  Деяния данов 12.3.5 указывали имя лат. Botilda[4] переводимый как Ботильда[5], но Роксилльская хроника приводила вариант Бодиль[6]
2. ↑  Сага о Кнютлингах в главе 79, 84 именует Ботильду сестрой императора Генриха, но эта версия не получила подтверждения
3. ↑  Её сыном был Эрик III Добрый
4. ↑  Саксон Грамматик оценивал правление Харальда как несправедливое и с этим связывал его неизбрание[17]
5. ↑  Исследователи допускают, что его звали Эйливом и он в 1111 году как ярл Шлезвига принимал у себя норвежского короля Сигурда Крестоносца[24]
6. ↑  По версии Саксона Грамматика Генрих за денежную компенсацию уступил свои права на наследство Сигрид Датской Кнуду. А тот за плату передал эти земли Нильсу[30].
7. ↑  Гельмольд именует его племянником Генриха[11]
8. ↑  Вероятно это был Убби Эсбернсен женатый на Ингерде внебрачной дочери короля Нильса[55]
9. ↑  Сага о Кнутлингах называла её Энгильборг. И писала, что её отец конунг Хольмгарда Харальд, был сыном конунга Вальдамара, сына[78] Ярицлейва, сына Вальдимара, воспитателя конунга Олава Трюггвасона. А её мать Кристина была дочерью Инги Стейнкельссона, конунга свеев и сестрой королевы Маргрет. Сага о Кнутлингах. 88
10. ↑  Гильдии присяжных считаются предшественниками местного самоуправления в датских городах

### Хроники и ранние исследования
- Гельмольд из Босау. Славянская хроника. Книга 1 глава 49 Архивная копия от 30 апреля 2011 на Wayback Machine
- Сага о Кнутлингах
- Роскилльская хроника
- Саксон Грамматик Деяния данов

### Использованные словари и исследования
- Большая Российская энциклопедия: Кнуд Лавард
- Allgemeine Deutsche Biographie: Knud Laward
- Dansk Biografisk Leksikon: Т. IX стр. 266—270: Кнуд Лавард
- Энциклопедический словарь Сальмонсена: Т. XIV стр. 211—212: Knud Lavard
- А. Ф. Литвина, Ф. Б. Успенский Кнут Лавард, принц датский
- Piotr Boroń, Kanut Laward — Rex Obodtitorum. Kontrowersje wokół tytulatury duńskiego księcia, władcy słowiańskich plemion Архивная копия от 23 июня 2020 на Wayback Machine (pl)
- da:Hans Olrik — Danske helgeners levned